# Vezia
Vezia es una comuna suiza del cantón del Tesino, situada en el distrito de Lugano, círculo de Vezia. Limita al norte con la comuna de Cadempino, al noreste con Cureglia, al este con Porza, al sureste con Savosa, al suroeste con Lugano y Bioggio, y al oeste con Manno.